# Абу Мухаммад аль-Аднани
Та́ха Субхи́ Фала́ха (араб. طه صبحي فلاحة‎; 1977, Бинниш, Идлиб — 30 августа 2016, Халеб), более известный как Абу́ Муха́ммад аль-Аднани́ (араб. أبو محمد العدناني‎) — один из лидеров и официальный представитель международной террористической организации Исламское государство.
Аль-Аднани считался вторым по влиянию фигурой в ИГ после лидера Абу Бакра аль-Багдади. Сообщения СМИ в августе 2016 года предполагали, что он возглавлял Службу безопасности Исламского государства, созданную ИГ в 2014 году с двойной целью: внутренний контроль и проведение операций за пределами территории ИГ. 5 ноября 2015 года Государственный департамент США объявил, что выплатит 5 млн долларов США за информацию, которая приведёт к его аресту.
30 августа 2016 года Исламское государство через агентство «Amaq» объявило о гибели аль-Аднани в провинции Алеппо. Ответственность за убийство аль-Аднани взяли на себя США и Россия, и доподлинно неизвестно, кто в результате его убил. 12 сентября 2016 года Министерство обороны США официально подтвердило, что в результате авиаудара США погиб аль-Аднани.

## Биография
По происхождению — сириец. Родился в 1977 году в городке Бинниш мухафазы Идлиб. С 2003 года — в Ираке, где он присоединился к иракским суннитским исламистам, а затем к террористической группировке Исламское государство. Участвовал во второй битве за Эль-Фаллуджу. Арестовывался американцами за террористическую деятельность. Примерно с 2010 года — «официальный представитель по работе со СМИ» Исламского государства. В основном выпускал аудиозаписи, где объявлял о важных для исламистов событиях. Призывал к совершению терактов в Европе и США. 18 августа 2014 года США включило его в список разыскиваемых по подозрению в терроризме.

## Смерть
Убит 30 августа 2016 года в результате авиаудара в провинции Алеппо. По сообщениям российских военных, Абу Мухаммад аль-Аднани был убит в результате авиаудара российского Су-34. Однако 12 сентября 2016 года Министерство обороны США заявило, что аль-Аднани погиб в результате американского авиаудара.
После смерти аль-Аднани его фотография появилась на обложке нового журнала ИГ «Румия», в первом номере которого прославляли его жизнь. В журнале утверждалось, что его убийство только усилит ИГ, поскольку множество людей последуют его пути и встанут на его место.